# Spiraalbodem

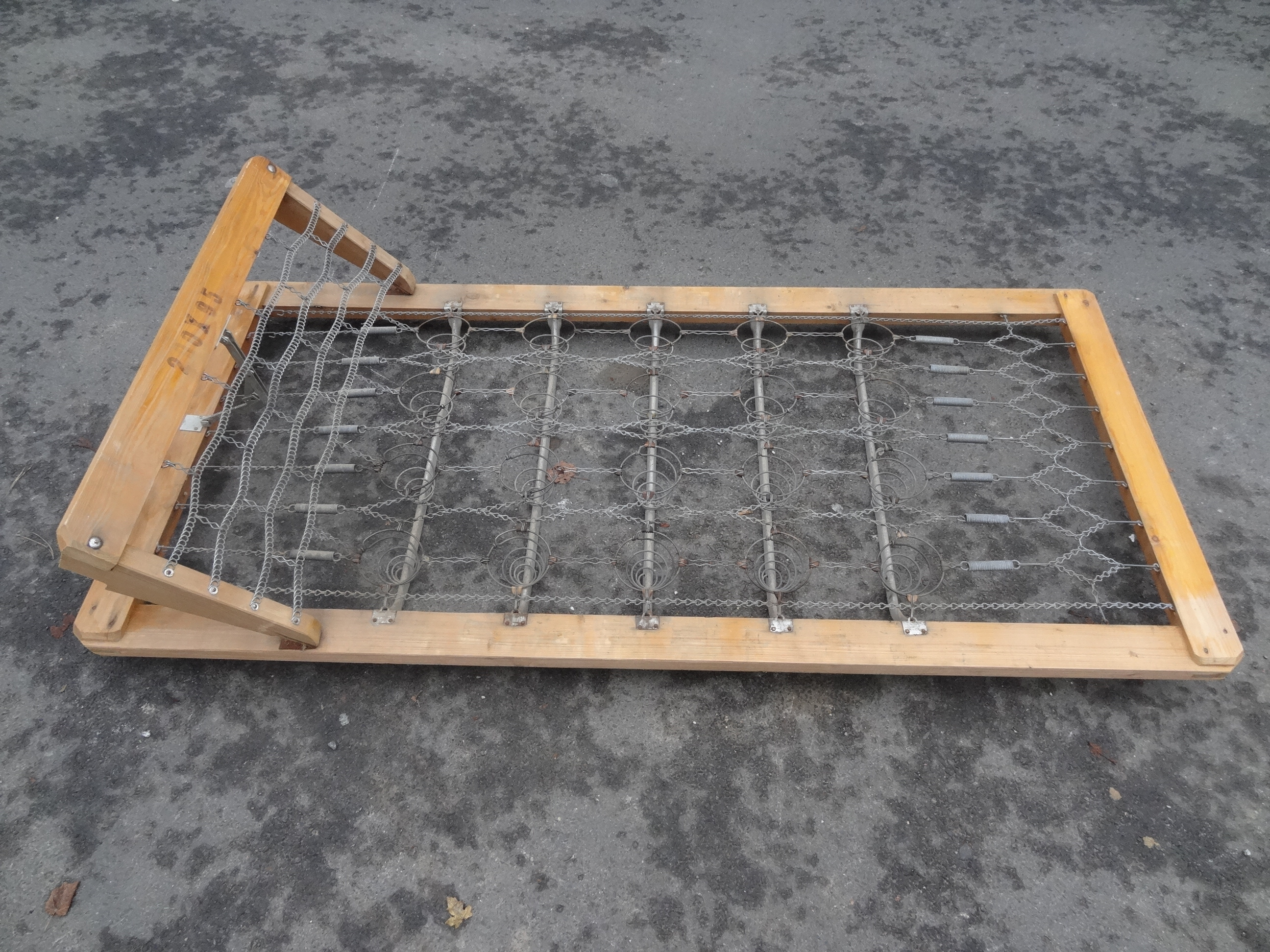

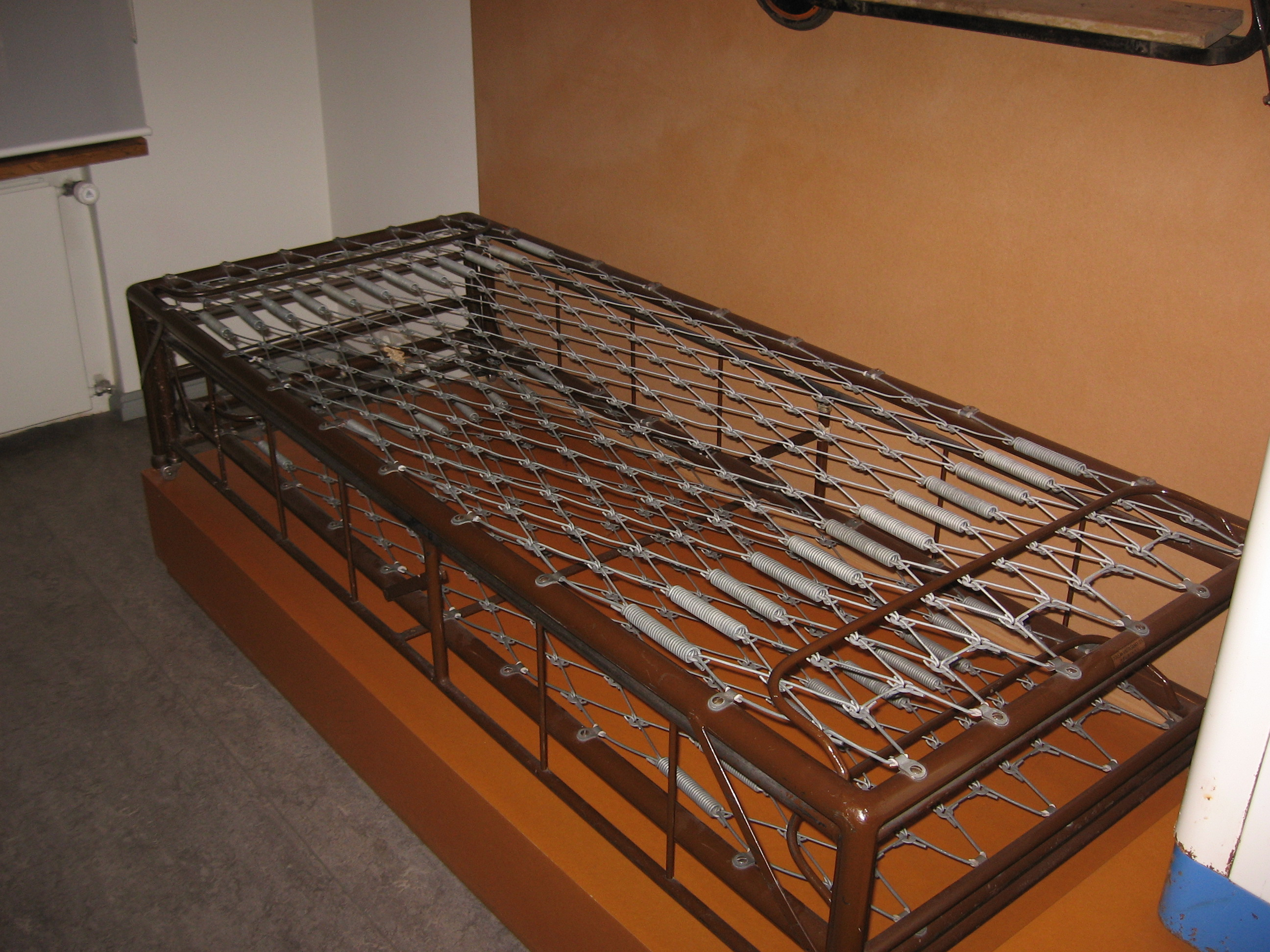

Een spiraalbodem, in Vlaanderen ook wel een ressort genoemd, is een veerkrachtige bedbodem, die fungeert als drager voor de matras. Spiraalbodems zijn gemaakt van spiraalvormige staaldraden, die opgespannen zijn in een stalen frame. De spiraalbodem is een van origine Nederlandse product en nog altijd een van de meest gebruikte bedbodems.
Er zijn twee typen spiraalbodems:
1. lengtegespannen spiralen: het netwerk is opgespannen tussen de metalen profielen aan hoofd- en voetzijde. Ter voorkoming van doorzakken zijn twee dwarsstangen geplaatst aan de onderzijde van de bodem.
2. dwarsgespannen spiralen: het netwerk is bevestigd in de zijprofielen van de bedbodem.

Een van de belangrijkste eigenschappen van de spiraal is de goede ventilatie. Een spiraalbodem heeft een zeer open structuur (85% open), en is daardoor beter ventilerend dan elke andere bedbodem. Een goed ventilerend bed is van belang voor een optimale vochtregulatie en een gezond bedklimaat.
Het draagvlak van een spiraal is vlak en ononderbroken, waardoor de ondersteuning van lichaam en matras over het gehele oppervlak plaatsvindt. Met name voor de pocketveringmatras levert een ononderbroken draagvlak een belangrijke bijdrage aan de goede werking van de matras.
Het werkingsprincipe van een dwarsgespannen spiraalbodem is gebaseerd op progressieve tegendruk. Naarmate het spiraalnet meer wordt ingedrukt, wordt de tegenkracht groter. Het net kent dus geen 'dood' punt. Door de progressieve tegendruk krijgt elk lichaamsdeel de juiste ondersteuning.
Ten slotte heeft een spiraalbodem een beperkte hoogte, waardoor dit bodemtype ook in bedden met lage randen geplaatst kan worden. Mede door deze beperkte hoogte is de verstelbaarheid van spiraalbodems beter dan van andere bedbodemsystemen. Het scharnierpunt bevindt zich namelijk op dezelfde hoogte als het slaapoppervlak.
Een spiraalbodem is geheel uit metaal geconstrueerd, waardoor de bodem duurzaam is en zich goed laat recyclen.